# Bonzo

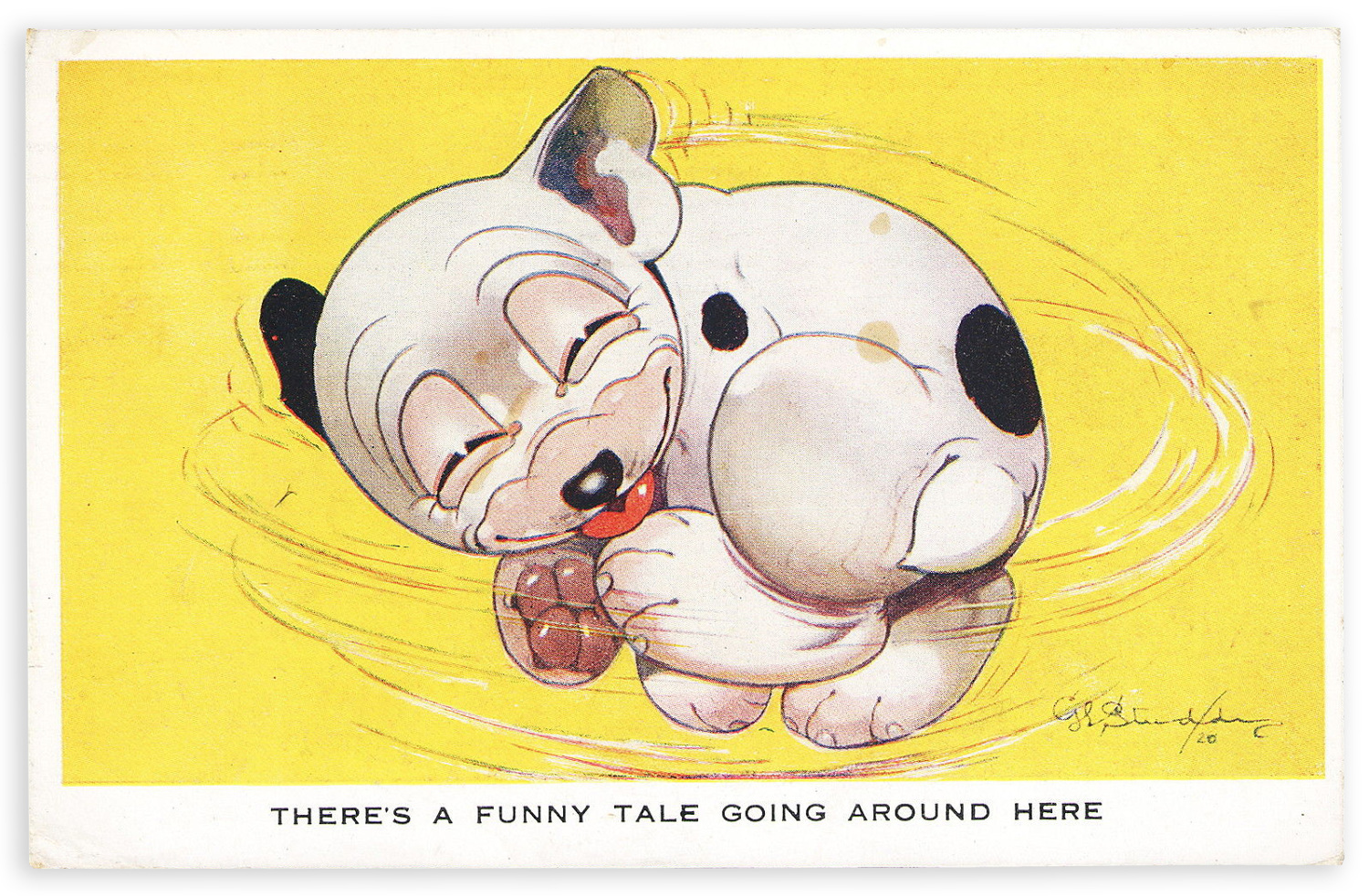
Bonzo auf einer Postkarte von 1928

Der Hund Bonzo ist eine englische Zeichentrickfilmfigur.
Der rundliche Hund mit dem schwarzgetupften Fell und den blauen Augen war eine Schöpfung von George E. Studdy und wurde zunächst als Postkarten- und Zigarettenbildmotiv sowie in Illustrierten, Bilderbüchern und als Postermotiv lanciert. Zu Beginn wurde die Figur nur als der Studdy-Hund bekannt, bis er im November 1922 offiziell getauft wurde. Auch dreidimensionale Darstellungen Bonzos, z. B. als Spielzeugfigur oder in Gestalt eines Aschenbechers, waren bereits verbreitet, bevor er 1924 erstmals in einem Zeichentrickfilm zu sehen war.

## Filme
Insgesamt entstanden 26 Zeichentrickfilme mit Bonzo; die Manuskripte dieser Stummfilme stammten von Adrian Brunel und für die Animation sorgte William A. Ward. Die Bonzofilme waren die einzige erfolgreiche Zeichentrickfilmserie der Stummfilmzeit aus England.

## Comicstrips
Ab 1912 wurde von dem Künstler George E. Studdy unter Vertrag von The Sketch jede Woche eine Seite Comiczeichnungen von Bonzo veröffentlicht. Gesammelt wurden diese Bildergeschichten 1932 in dem Buch Bonzo: The Great Big Midget Book. Ab 1933 erschien alljährlich ein Bonzo Annual, das sich bis in die 1950er Jahre hielt. Nach Studdys Tod 1948 wurde es von anderen Zeichnern weitergeführt.

## Rezeption

### Werbung
Ab 1925 wurde in den USA der vergleichsweise billige Radioapparat Crosley Pup durch Bonzo, der als Werbefigur Kopfhörer trug, populär gemacht. In dieser Gestalt ist Bonzo heute im Smithsonian Museum in Washington, D.C. zu sehen.

### Musik
Die Hundefigur regte auch Künstler anderer Bereiche an, so z. B. den tschechischen Komponisten Karel Hašler zum Bonzo Blues (gespielt von Bernard Etté auf Vox 08050-B) und den deutschen Komponisten Hermann Krome zum Jazz-Intermezzo ‚Bonzo’s Stelldichein‘ (gespielt von Mario Iseglio auf Homocord 4-3162 und Dajos Béla auf Odeon O-2730).
Marcellus Schiffer dichtete auf die amerikanische Melodie „Dolores“ der beiden song writer Art Kassel und Marty Bloom den deutschen Text „Ich liebe meinen Bonzo / Sein Hundeauge sonnt so“, den Irene Ambrus auf Homocord (4-2752) und Austin Egen mit dem Orchester Marek Weber für Electrola (E.G. 943) sangen. Das Lied fand Verwendung in der Haller-Revue „Schön und schick“ im Admiralspalast Berlin 1928/29.
Der Wiener Unterhaltungskünstler Fritz Imhoff sang 1930 mit Begleitung des Jazz-Orchesters Ernst Holzer für das Export-label Polydor ein Foxtrotlied von Ernst Arnold auf die Streiche des Hundes Bonzo, dessen Text Erwin W. Spahn verfasst hatte.
Tondokumente mit „Bonzo“ im Titel:
- Bonzo Blues (Karel Hašler) Orchester Bernard Etté, auf Vox 08050-B (mx. 2541 A)[1]
- Bonzo’s Stelldichein, Jazz-Intermezzo (Hermann Krome) – Salon-Orchester Mario Iseglio, auf Homocord 4-3162 (mx. T.C.1418)
- Bonzos Stelldichein, Jazz-Intermezzo (Hermann Krome) – Tanz-Orchester Dajos Béla, auf Odeon O-2730 b (mx. Be 7590)[2]
- Bonzos Stelldichein, Intermezzo (Hermann Krome) – Großes Streich-Orchester. Derby blau [20 cm] D.O.5742 a (mx. Lb 396)
- Ich liebe meinen Bonzo (Dolores), Foxtrot (Kassel & Bloom, dt. Text Marcellus Schiffer) Irene Ambrus, voc., Homocord 4-2752 (mx. T.M. 20493)[3]
- Ich liebe meinen Bonzo (Dolores), Foxtrot (Kassel & Bloom, dt. Text Marcellus Schiffer) Austin Egen, voc. mit Orchester Marek Weber. Electrola E.G. 943 / 8-40296 (mx. BL 4412-1), aufgen. 15. August 1928
- Was hat der Bonzo wieder angestellt? Lied und Foxtrot (Ernst Arnold – Text: E. W. Spahn) Jazz-Orchester Ernst Holzer mit Refraingesang Fritz Imhoff. Polydor 23 282 / B 43 226 (mx. 939 BT), aufgen. 1930[4]

Band- und Künstlernamen:
- Die britische Bonzo Dog Doo-Dah Band nannte sich nach Bonzo.
- Der britische Rockmusiker John Bonham trug den Spitznamen Bonzo.

### Comedy
Der bayerische Komiker und Kabarettist Günter Grünwald hat eine Figur „Bonzo“ in seinem Rollenrepertoire. Das ist ein Gastarbeiter, dem Akzent nach aus dem ehemaligen Jugoslawien, mit schwarzer Lederjacke, geölten Haaren und kleinkriminellen (“Servus i bin da Bonzo. Brauchst du flache Fernseher? Was von Lastwagen gfallen ist?”) bis gewaltbereiten („koreanischer Sichel-Schlag, weißt, bist sofort tot!“) Zügen, den Grünwald als Türsteher, body guard oder Schleichhändler auftreten lässt.